# Rejon kiczmiengsko-gorodiecki
Rejon kiczmieńsko-gorodiecki (ros. Кичменгско-Городецкий район) – jednostka administracyjna Rosji, położona w obwodzie wołogodzkim, ze stolicą w Kiczmiengskim Gorodoku.